# Engelskt rött

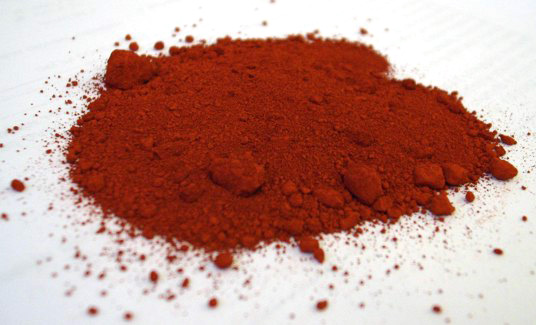
Engelskt rött.

Engelskt rött är i Sverige det vanligaste namnet på traditionellt rött järnoxidpigment, med undantag för de inhemska rödfärgspigmenten. Den dominerande färgande substansen i alla dessa pigment är järnoxid Fe2O3, men renheten och förekomsten av andra mineraler gör att kulören och andra egenskaper varierar.
Naturligt rött järnoxidpigment har Colour Index-beteckning Pigment Red 102 (C.I. 77491), till skillnad från syntetiskt järnoxidrött som är Pigment Red 101.
Som namnet anger har engelskt rött importerats till Sverige. Andra namn på i stort sett samma pigment har varit venetianskt rött, italienskt rött, indiskt rött, preussiskt rött, persiskt rött och spanskt rött. Med normalfärgserien för konstnärsfärger, som introducerades i början av 1900-talet, befästes ett enhetligt språkbruk och en tydlig distinktion mellan de båda järnoxidpigmenten engelskt rött och caput mortuum, och idag betraktas de som två klart olika pigment. Engelskt rött är jämförelsevis ljusare och mer gulaktigt, medan caput mortuum är mörkare, mindre kulört och ibland med en dragning mot blått.
Traditionellt har järnoxidpigment tillverkats ur exempelvis avfall från alun- eller svavelsyretillverkning. Även brända jordfärger får sin röda kulör av järnoxid. De pigment som idag säljs under namnen oxidrött eller järnoxidrött är tillverkade med nyare metoder och har högre halt av järnoxid än de traditionella. Deras kulörton motsvarar i stort sett engelskt rött, men brytkraften är större.
Röda järnoxidpigment är billiga, ljusäkta och hållbara. De har använts ända sedan antiken, i linoljefärg, kalkfärg och andra färgmaterial för byggnadsmålning, och som konstnärsfärg, och är fortfarande de vanligaste pigmenten i röd målarfärg.